# Isabella Santiago
Isabella Santiago (18 tháng 2 năm 1991) là một nữ diễn viên kiêm người mẫu Venezuela. Cô là thí sinh Venezuela đầu tiên giành ngôi vị Hoa hậu Chuyển giới Quốc tế, cô đã giành được giải thưởng trị giá 12.500 đô la Mỹ và được phẫu thuật thẩm mỹ. Năm 2021, cô có vai chính đầu tiên trong bộ phim truyền hình Colombia, Lala's Spa trên kênh mạng truyền hình Colombia, RCN Televisión. Cô hiện đang sinh sống tại Bogota, Colombia.

## Tác phẩm
| Năm  | Phim                     | Vai nhân vật                          | Vai trò   |
| ---- | ------------------------ | ------------------------------------- | --------- |
| 2018 | Nadie me quita lo bailao | Monica Trochez                        | Vai phụ   |
| 2021 | Lala's Spa               | Lala Jimenez / Eduardo "Lalo" Jimenez | Vai chính |